# Virtuell mapp
Virtuell mapp, i operativsystemet Windows även kallat bibliotek, utgör en gruppering av filer och mappar. Till skillnad från vanliga (icke virtuella) mappar innehåller inte virtuella mappar rent fysiskt några filer. I stället visar en virtuell mapp alla filer som har vissa valda egenskaper, oavsett var filerna finns lagrade.